# Iglesia de San Fedele (Milán)
La iglesia de San Fedele (en italiano: chiesa di San Fedele; Gesa de San Fedee, en dialecto milanés) es una iglesia católica de Milán, construida en el siglo XVI por orden del entonces arzobispo de Milán y futuro san Carlos Borromeo para albergar a la Compañía de Jesús. San Fedele se considera el modelo de referencia para la arquitectura sagrada del arte de la Contrarreforma, debido tanto a haber seguido las Instructiones del propio Borromeo para las edificaciones religiosas, como a la amplia gama de citas de famosos modelos arquitectónicos del pasado como, en especial, a las numerosas iglesias que luego se basaron en ella.
Construida en el estilo manierista de 1569 a 1579, se convirtió en una iglesia parroquial trece años después de que los jesuitas se fueran en 1787. Asumió el título oficial de Santa Maria della Scala en San Fedele. Fue devuelta a los jesuitas en 1945 y hoy es un importante centro parroquial y cultural de la ciudad.

Sin embargo, la nobleza de esta arquitectura de sabor antiguo no solo es indudable, sino que es la más arquitectónica, en el verdadero sentido, que se hizo en Italia entre Miguel Ángel y Palladio.
Comunque, la nobiltà di questa architettura di gusto antico, non solo è indubbia, ma è quanto di più architettonico, in senso proprio, sia stato fatto in Italia tra Michelangelo e Palladio
Cesare Brandi, Disegno dell'architettura italiana

## Historia

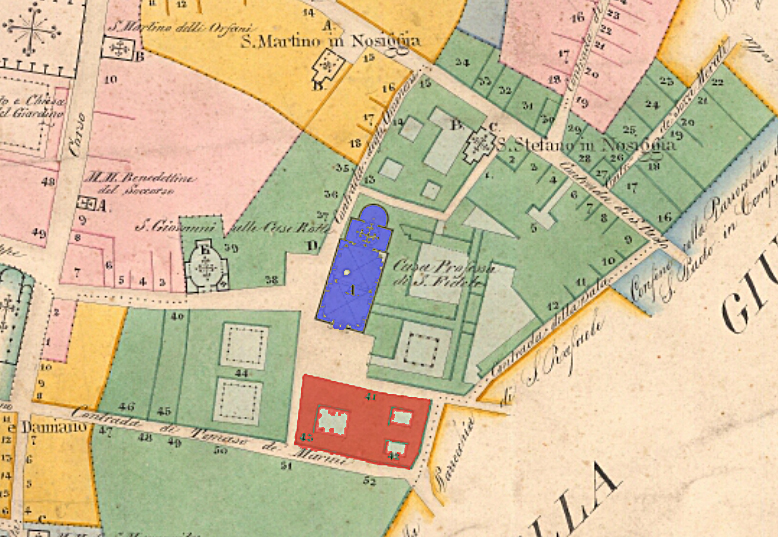
Piazza San Fedele en 1751: la iglesia, en azul

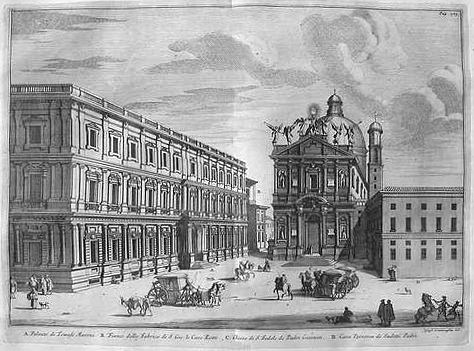
Grabado de 1704 de Giovanni Cristostomo Zanchi, mostrando la plaza con la iglesia y el palacio Marino

Situada en el corazón de Milán, entre el palazzo Marino y la galería Vittorio Emanuele II, en la plaza del mismo nombre, la iglesia era un antiguo edificio de dimensiones reducidas en comparación con la actual, dedicado a San Fedele, protomártir de la diócesis de Como. La iglesia antigua probablemente ya había sido construida sobre un edificio sagrado preexistente que tenía el nombre de la iglesia de Santa María en Solariolo o Solario, porque se encontraba justo al lado de un edificio medieval que tenía la característica lombarda de las arcadas en el piso inferior y una sala con funciones públicas en el piso superior. La iglesia se menciona en una bula del papa Eugenio III de 1147 con la que la Santa Sede confirmaba la posesión del edificio a los monjes de San Dionigi.
La construcción del edificio, la primera residencia de los jesuitas en Milán, era parte del programa de reforma post-tridentina de la arquidiócesis de Milán, según lo deseado y perseguido enérgicamente por el santo arzobispo y cardenal Carlos Borromeo. La edificación les fue confiada a los jesuitas en 1567, poco después de su llegada a la capital lombarda en 1563, para lo cual fueron necesarias algunas obras de restauración y de ampliación.

### El espíritu del Concilio de Trento
Tan pronto como el Concilio de Trento, en una de sus últimas sesiones (julio de 1563), aprobó un decreto sobre la obligación de que cada diócesis crease un seminario para formar sus sacerdotes, Carlos Borromeo les pidió a los jesuitas que abrieran uno en la suya. Llegaron en 1563 y abrieron el primer seminario de la Reforma católica en 1564, la  primera  casa profesa de los jesuitas en Milán. Rápidamente tuvieron cien seminaristas, mientras que el Colegio de Brera tenía 180 estudiantes.
Dos años después de haberles confiado la pequeña y vieja iglesia de San Fidele (en 1567), Borromeo decidió construir un edificio nuevo y grande de acuerdo con los cambios litúrgicos trentinos, y que se adaptase mejor a las nuevas necesidades pastorales. El arquitecto, elegido por el propio Borromeo, fue Pellegrino Tibaldi. Borromeo colocó la primera piedra el 5 de julio de 1569 y los trabajos duraron diez años.
El artista cumplió con los requisitos litúrgicos establecidos en Trento, pronto adoptados en todas las iglesias de la orden jesuita, e hizo suyos los propios de la orden, proporcionando un edificio con una única nave —que exaltaba la centralidad del altar para la celebración eucarística— que disponía de un púlpito lateral, alto y cercano a la asamblea para facilitar la predica. Tibaldi aseguró la magnificencia arquitectónica y la monumentalidad del complejo al estructurar el entorno en dos grandes tramos, cubiertos por bóvedas en forma de copa, sustentadas sobre seis grandes columnas corintias adosadas contra las paredes que  descansan sobre altos plintos. Un gran arco triunfal separa el aula del presbiterio. La iglesia estaba bastante adelantada en 1579 cuando el propio Carlos Borromeo deseó celebrar la misa de consagración, llevando a Milán las reliquias de san Fidelio, protomartir de la diócesis de Como.
La construcción del resto del edificio se llevó a cabo en los siglos siguientes por otros arquitectos insignes como Martino Bassi, que había sucedido a Tibaldi en 1586, y Francesco Maria Richini (1629). Bajo la dirección de este último, comenzaron las obras del coro que se completaron en 1684. El arquitecto Andrea Biffi, en 1684, comenzó a trabajar en la construcción de la cúpula.
La elegante fachada no se completó hasta 1835 bajo la dirección de Pietro Pestagalli, respetando siempre los diseños de Tibaldi. El frontón triangular de la fachada, adornado con un valioso bajorrelieve que representa a l'Assunzione, fue obra de Gaetano Matteo Monti, de Ravena.

### Supresión y restauración
La Compañía de Jesús fue suprimida por Clemente XIV y los jesuitas fueron expulsados de su iglesia en 1773, cerrando  San Fedele provisionalmente. Además, una iglesia vecina fue demolida en 1776 para dar paso a la construcción de un nuevo teatro que reemplazaría al que se había quemado el 25 de febrero de 1776 y que será el Teatro alla Scala. Los canónigos de la antigua Santa Maria alla Scala recibieron los derechos de la iglesia de San Fedele, que se reabrió con el título de Santa Maria della Scala in San Fedele. El mobiliario religioso y las obras de arte fueron transferidos a San Fedele. En 1787, se convirtió en una iglesia parroquial.
El capítulo de los canónigos fue suprimido en 1810. A pesar del espíritu de restauración que reinaba a principios del siglo XIX, el cardenal arzobispo Gaetan von Gaysruk eliminó permanentemente todas las dignidades y privilegios de los canónigos en 1831 y el lugar se convirtió en una simple iglesia parroquial. En 1835 se acabó la fachada.
Aunque los jesuitas regresaron a Milán en 1853, su presencia se hizo oficial y pública solo a partir de 1887, el Risorgimento italiano, y sus conflictos con los Estados Pontificios, forzaron a una gran discreción. Con el apoyo de importantes familias de Milán, se abrió una universidad en el corso porta nuova de Milán en 1893. Pero la iglesia permaneció en manos de un preboste y del clero diocesano.
Si la iglesia pasó la primera gran guerra sin sufrir daños importantes, no sucedió lo mismo durante la Segunda Guerra Mundial. En la noche del 16 de agosto de 1943, el bombardeo de la vecina  Questura (sede de la policía) dañó muy seriamente a San Fedele. La universidad Leon XIII sufrió el mismo destino el 10 de septiembre de 1944. Paradójicamente, eso desbloqueó las negociaciones entre la diócesis y la Compañía de Jesús, que durante algún tiempo ya quería hacerse cargo de la iglesia. Ya viejo, el preboste progubernamental de San Fedele durante cuarenta años no sentía el coraje de emprender los trabajos de reconstrucción y dio su consentimiento al cardenal Schuster para que la iglesia fuese devuelta a los jesuitas.
El 8 de diciembre de 1945, el jesuita Luigi Santi fue nombrado párroco de San Fedele. En 1950, se inauguró la nueva residencia y la iglesia reconstruida de forma idéntica

### Centro cultural
En pocos años, una serie de obras apostólicas, culturales, sociales y literarias se reanudaron en San Fedele. La liga del Sagrado Corazón y las congregaciones marianas están activas allí. En 1951, se lanzó la revista de reflexión y acción social Aggiormentati sociali. La revista Letture, una guía de lectura, consiguió rápidamente una gran audiencia nacional. En 1962, la revista Missioni et popoli dejó Venecia para establecerse en San Fedele. Se abrió un centro para la juventud, Ildefonso Schuster.

### Museo San Fedele
El 31 de diciembre de 2014, al final de los trabajos de restauración que duraron una década, la iglesia de San Fedele inauguró el Museo San Fedele, una exposición museal de pago desarrollada en las salas de la iglesia y de la sacristía. Las obras se exhiben en la cripta, en el sacellum, en la sacristía, en la "capilla de los bailarines" y en la pinacoteca , y cubren un arco cronológico que va desde el siglo XV hasta nuestros días. Hay obras de Girolamo Romanino, Bernardino Campi, Tintoretto, Ambrogio Figino, Simone Peterzano, Francesco Cairo, Mario Sironi, Piero Manzoni, Lucio Fontana, Nanda Vigo, David Simpson, Nicola De Maria y Jannis Kounellis.

## Arquitectura

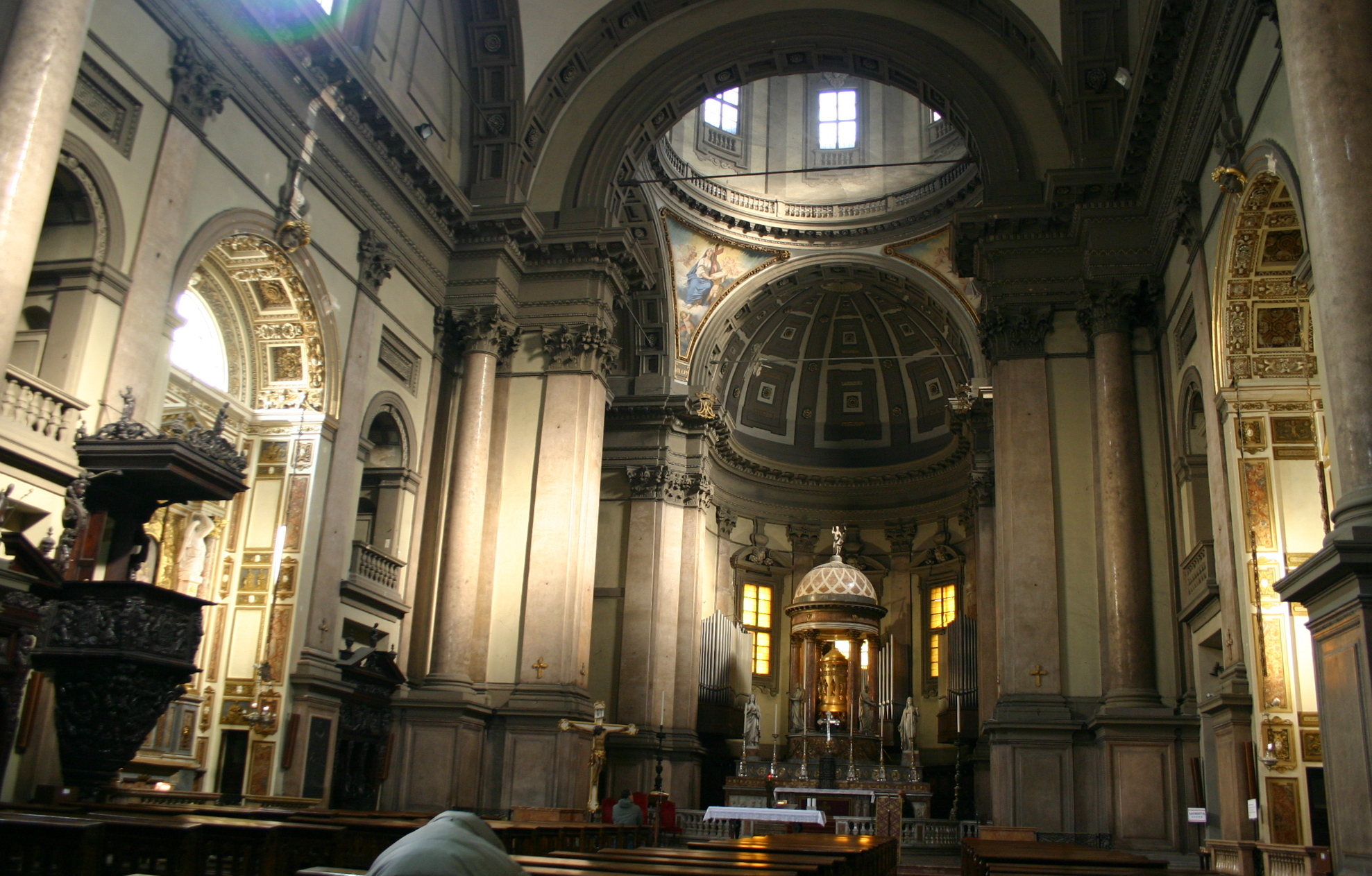
El interior antes de la restauración

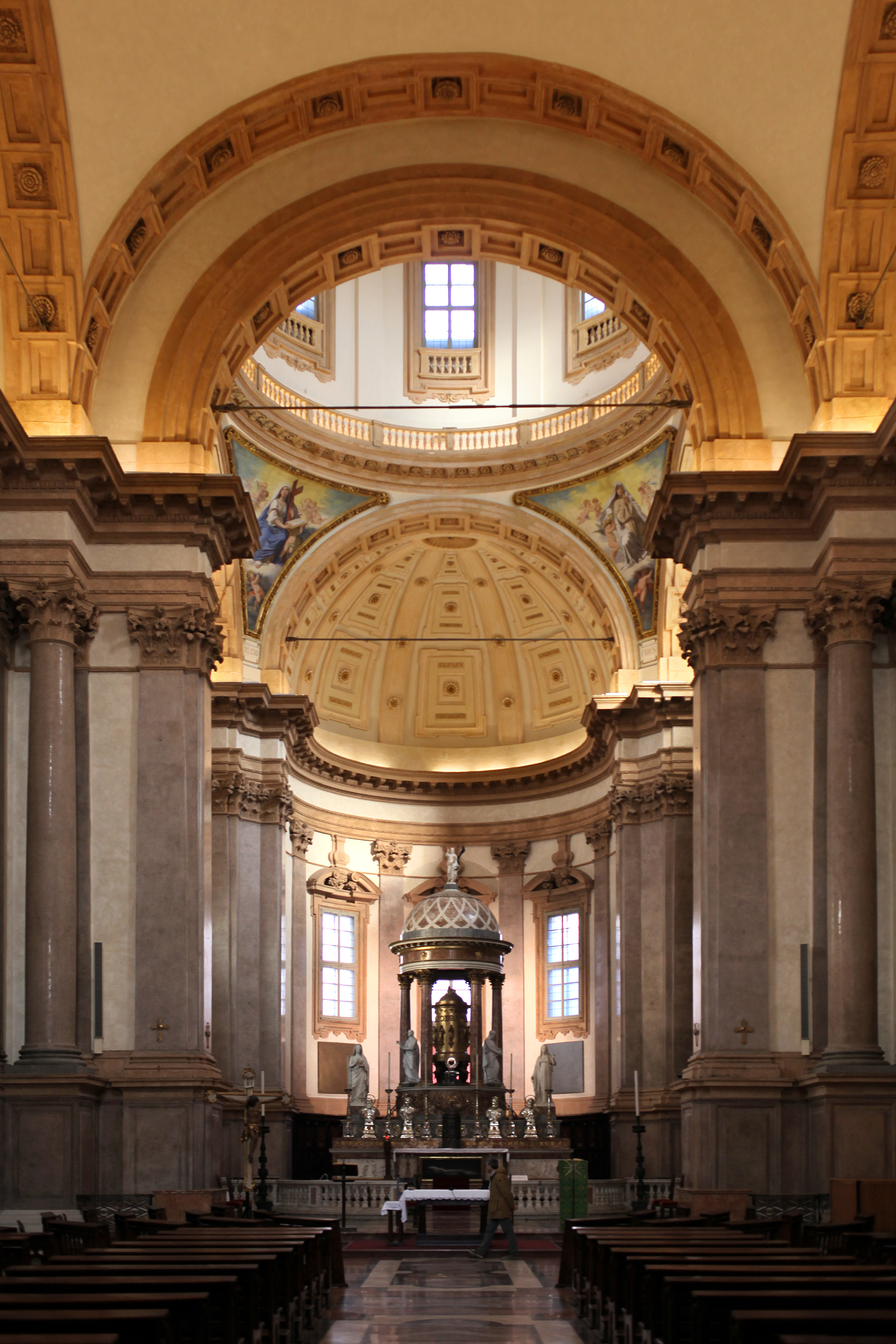
La iglesia en 2019

La elegancia del interior se obtiene gracias a los efectos cromáticos de los materiales utilizados para los elementos arquitectónicos, y en particular a la piedra de Angera, proveniente del lago Maggiore, cuyos tonalidades rosadas se han recuperado de la restauración reciente.
Las paredes están fuertemente rítmidas y articuladas en dos órdenes de arcos menores, que corresponden a un matroneo en el superior y en el inferior a ocho confesionarios tallados (Giovanni, Giacomo y Gianpaolo Taurini, 1596-1603), con escenas del Antiguo y Nuevo Testamento. Hay cuatro capillas laterales dispuestas en el grosor de las paredes, cuyas decoraciones dan testimonio de momentos cercanos en el tiempo pero que ya son diferentes. De particular interés es la segunda capilla en la pared derecha, dedicada a la Ascensión de Cristo, y diseñada por Tibaldi, que presenta un caso raro de columnas desplazadas, en el que el arquitrabe está soportado por las cercanas figuras de ángeles : quizás un intento metáfora del abandono de la diócesis milanesa que encontró Borromeo. El retablo original con la Incoronazione di Maria  de Ambrogio Figino (1581-1587) fue reemplazado más tarde por la Trasfigurazione e Santi  firmada por Bernardino Campi en colaboración con Carlo Urbino (1565), procedente de Santa Maria della Scala; ambos se encuentran hoy en la antesacristia, para dar cabida al Sacro Cuore  en cerámica de Lucio Fontana (1956), mientras que los cuatro paneles en las paredes laterales permanecieron en el sitio. Figino también había pintado para San Fedele  la  Madonna del Serpe,  hoy en la iglesia de Sant'Antonio Abate, de la cual se recordará a Caravaggio en Roma.

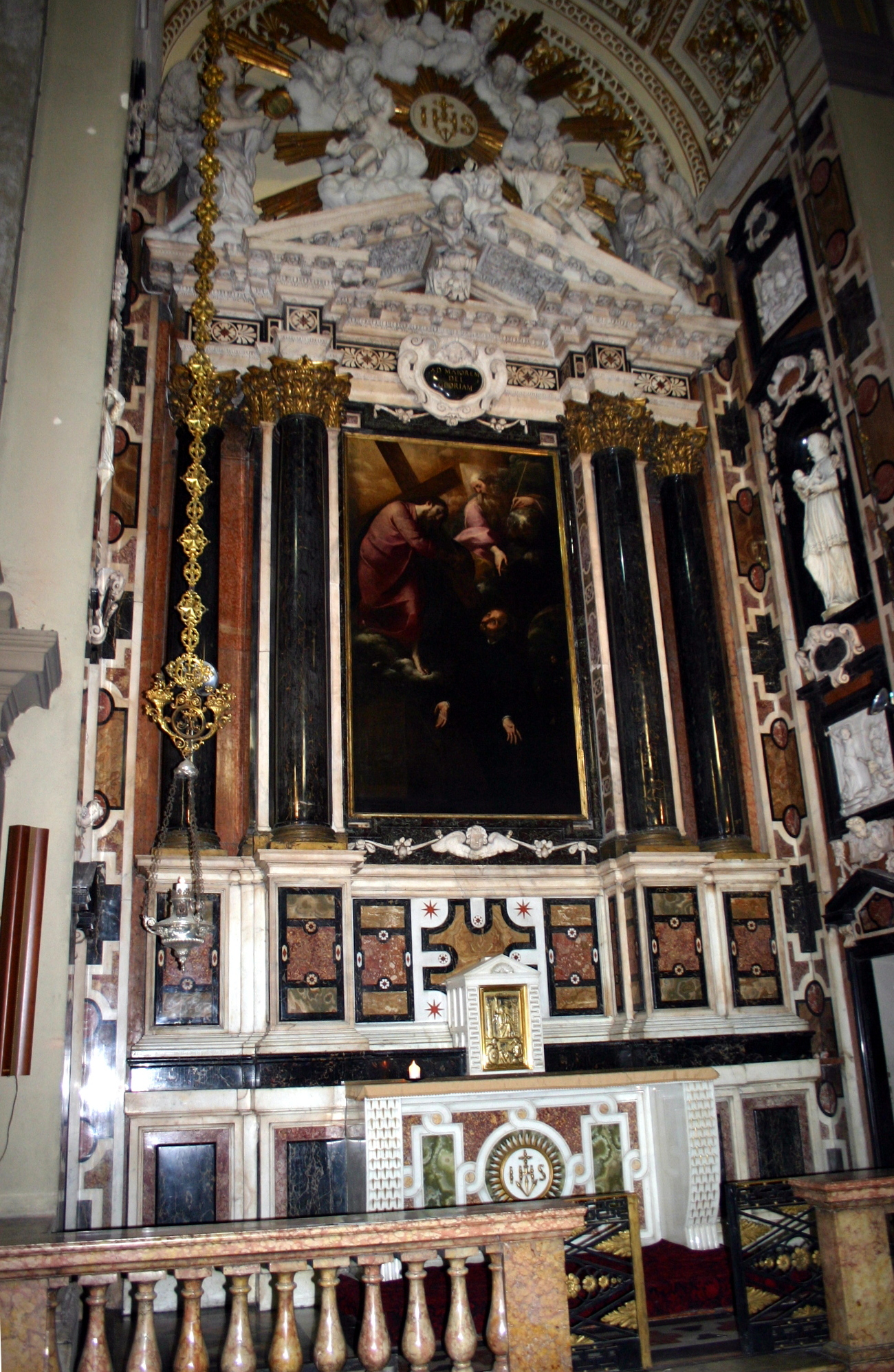
La capilla de San Ignacio

En la primera capilla a la derecha, dedicada a san Ignacio de Loyola, se encuentra la Visione di sant'Ignazio  de Giovan Battista Crespi, llamado  il Cerano, realizada poco después de la beatificación de Loyola (1622), cuya decoración de estuco presenta una riqueza ya barroca. En las dos capillas de la pared izquierda hay otras dos obras de la trecentesca  Santa Maria della Scala, a saber, la  Deposizione de Simone Peterzano  (1591), cuyo uso dramático de la luz tuvo que influir en su alumno  Michelangelo Merisi de Caravaggio,  a punto de mudarse a Roma; y, en la segunda capilla, un fresco del siglo XV de la Virgen con el Niño, muy repintado en tiempos posteriores.
En el presbiterio, también llegado de la iglesia de la Scala, un coro del siglo XVI con asientos de madera decorados con alzados de edificios, mientras que el actual altar mayor fue construido en el siglo XIX por Pietro Pestegalli basándose en el proyecto de Tibaldi para el altar de la catedral de Milán.
La misma elegante fachada, completada en 1835 respetando el proyecto inicial de Tibaldi, es reflejo del espacio único del interior y parece dominada por el gran frontón triangular que da  unidad al dinámico y articulado alzado. Dividido en dos niveles de la misma altura, está coronado con un gran frontón triangular en todo su ancho.  Tiene un gran portal con un tímpano acanalado, dominado por una ventana triangular de tímpano; esta alternancia de las cornisas se repite en la de los cuatro edículos decorados con estatuas entre pares de columnas. Los dos nichos en el nivel inferior albergan las estatuas de San Fidele (izquierda) y San Carpóforo (derecha), ambos soldados romanos martirizados en Como. En el nivel superior se encuentran el rey David y el profeta Isaías.
El lado izquierdo de la iglesia puede considerarse una fachada autónoma, con un orden superior de ventanas y uno inferior de nichos enmarcados por columnas corintias y coronados por tímpanos triangulares y centrados.
San Fedele ha conocido varias fases de construcción: el arquitecto principal fue Pellegrino Tibaldi, pero después de su partida el edificio fue continuado por Martino Bassi y luego por Francesco Maria Richini, quien también construyó el ábside con los tres grandes ventanales (1633), el coro y el scurolo en la cripta, cuyas bóvedas están sostenidas por dieciocho columnas, y la sacristía. La cúpula fue construida después de la muerte de Richini en 1658.
A la izquierda del altar principal hay una placa de bronce que recuerda el punto donde solía rezar  Alessandro Manzoni, que vivía en via Gerolamo Morone 1,  a unos 200 metros de la iglesia. El escritor murió después de una caída en la que se golpeó la cabeza contra la balaustrada y de la que nunca se recuperó. Por esta razón, se erigió una estatua en memoria de Manzoni en la plaza frente a la iglesia.

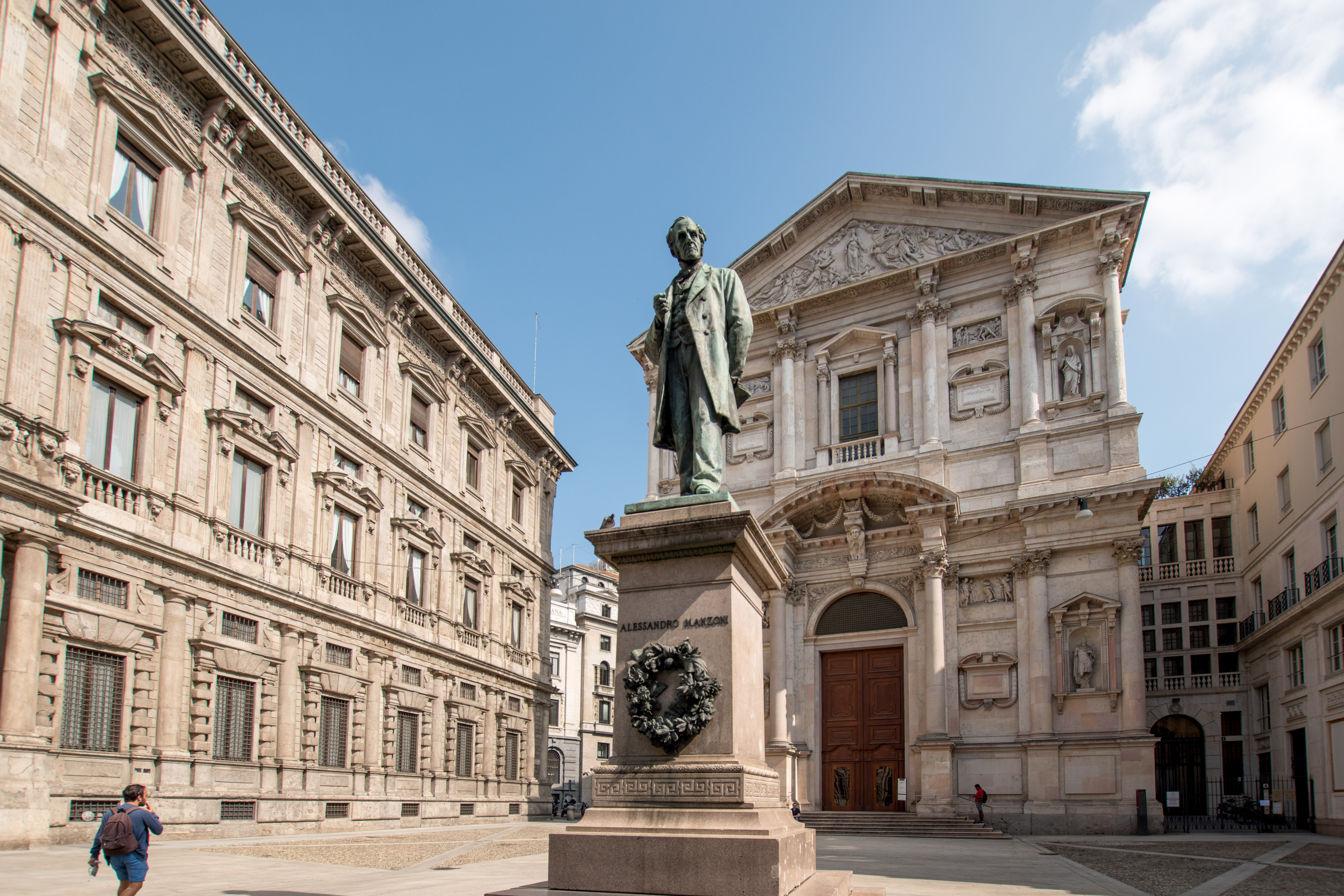
Fachada, con el monumento a Manzoni y la fachada lateral del palacio Marino
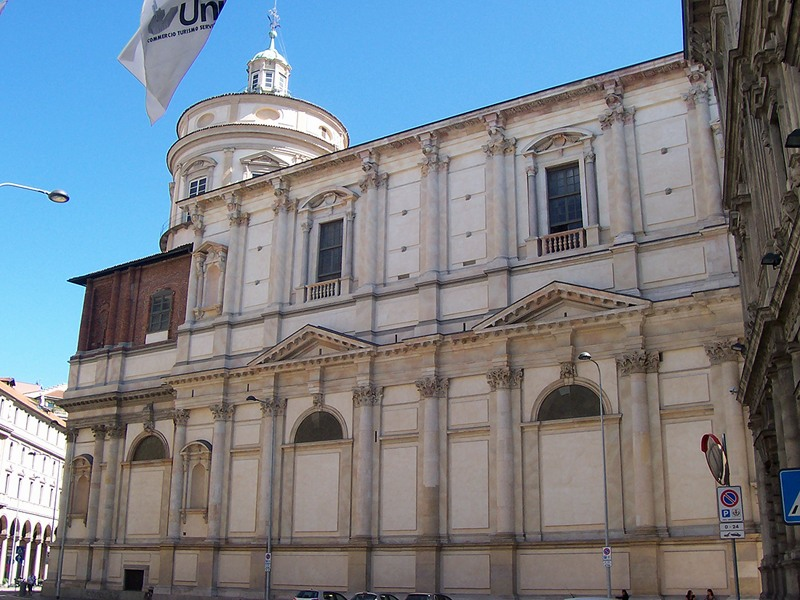
Fachada lateral
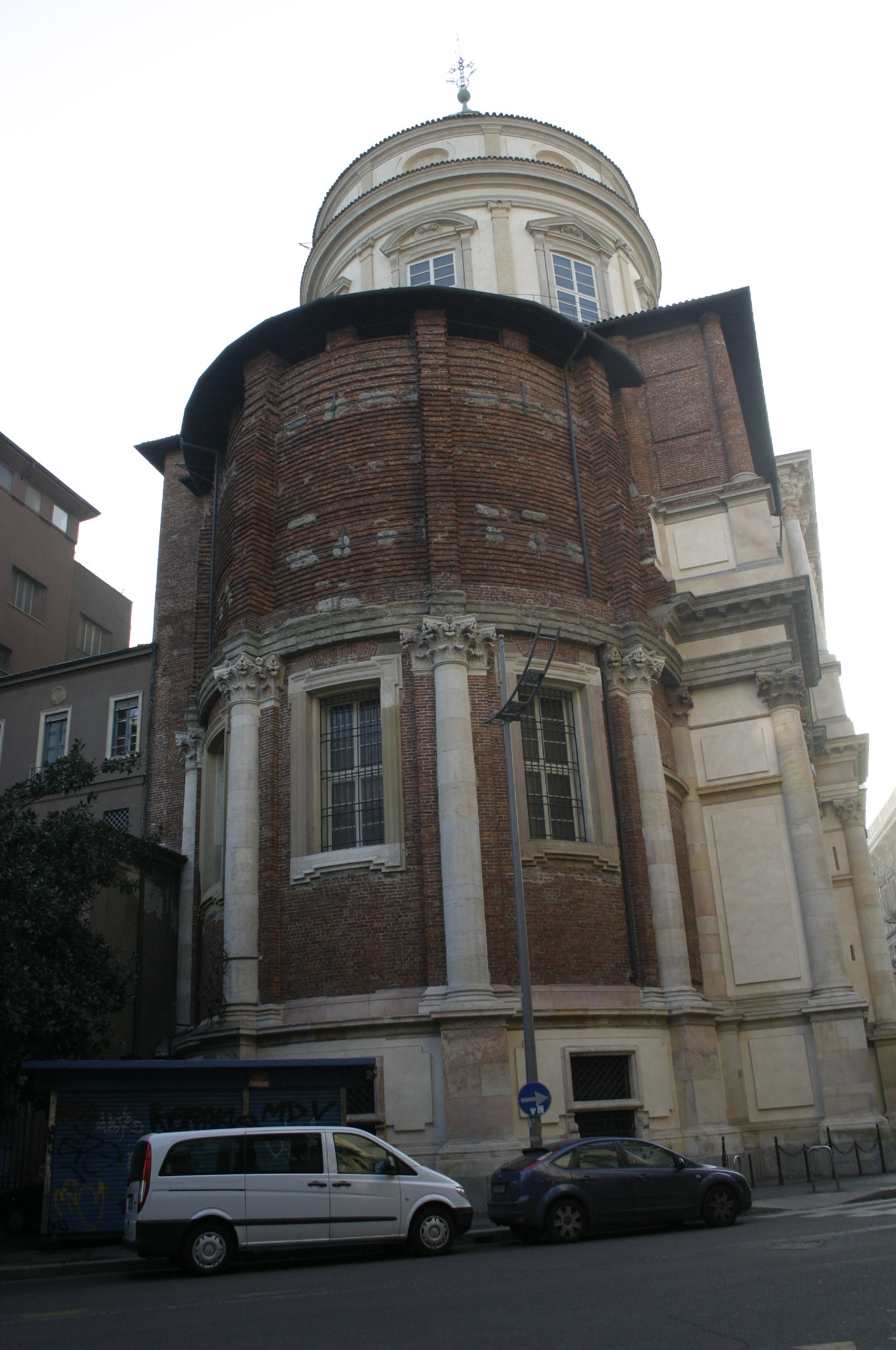
Vista del ábside
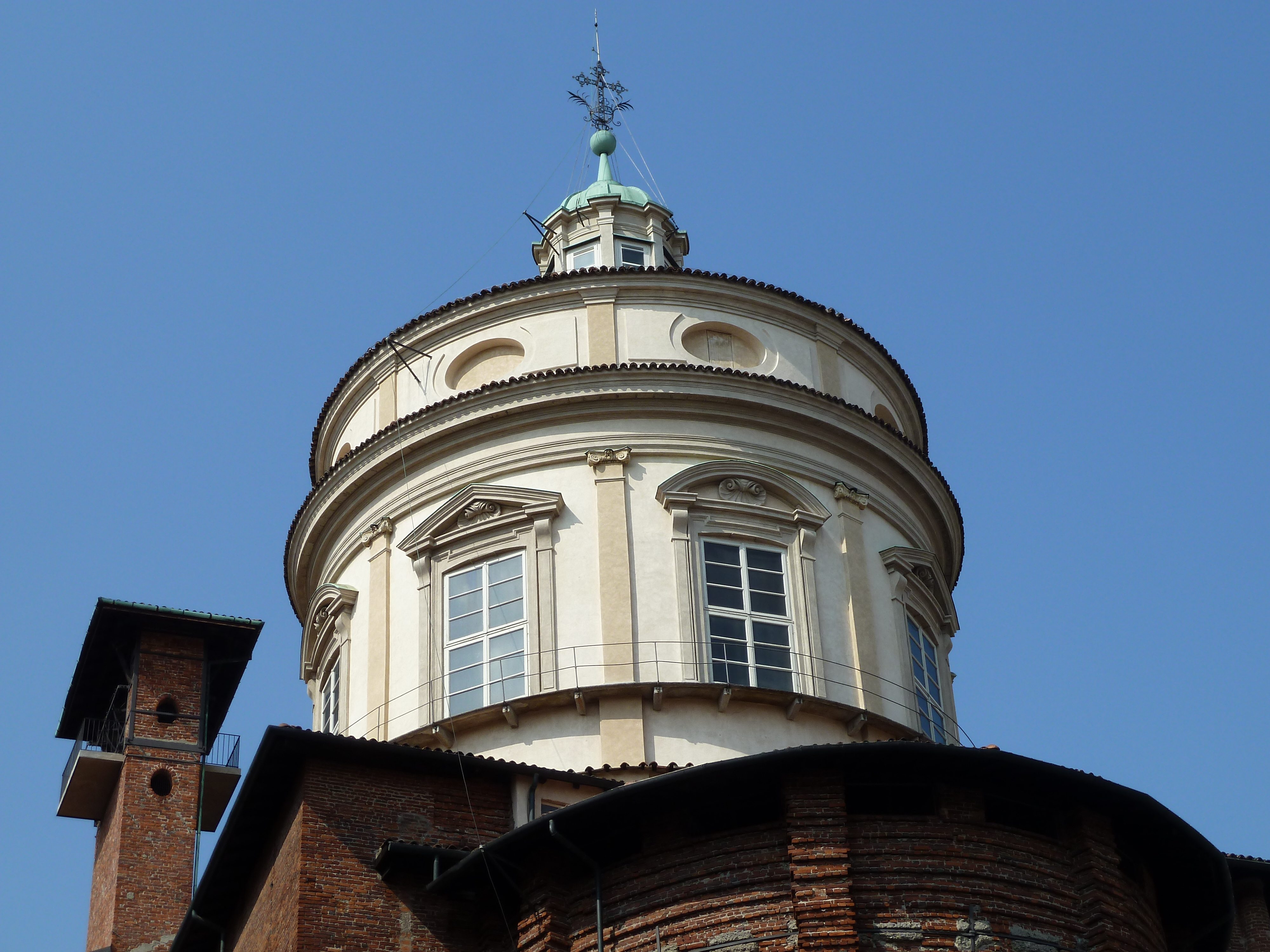
Detalle de la cúpula

### Mobiliario y obras de arte

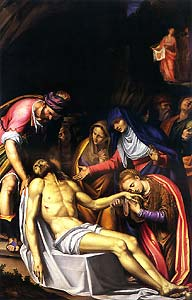
Deposizione (Peterzano)

- ocho confesionarios  tallados por Giovanni, Giacomo y Gianpaolo Taurini (1596-1603), adosados contra las paredes laterales, que representan escenas, en simbolismo paralelo, del Antiguo y Nuevo Testamento, dando el segundo cuenta de las expectativas del primero.

- cuatro capillas en las paredes laterales, que apenas tienen profundidad:

- en la primera de la derecha hay una Visión de San Ignacio en La Storta, de Giovanni Battista Crespi,  conocido como el Cerano, compuesta poco después de la beatificación del santo en 1622.
- la segunda capilla en la pared derecha, dedicada a la Ascensión de Cristo, y realizada según un proyecto de Tibaldi, presenta un curioso caso de columnas dislocadas a la derecha e izquierda del panel central: un Sacro Cuore en cerámica de Lucio Fontana, que data de 1956 - cada columna es apoyada por un ángel. Quizás la intención era ilustrar metafóricamente el abandono en que se encontraba la diócesis de Milán en el momento de la llegada de Carlos Borromeo.
- en la primera de la izquierda, sobre el altar, está la Deposizione (Descenso de la Cruz) de Simone Peterzano, maestro de Caravaggio, que estaba trabajando en ese momento en su taller. La obra, que data de 1591, proviene de la antigua iglesia de Santa María de Scala.
- en la segunda de la izquierda, un fresco del siglo XV, Madonna con Banbino, fue objeto de gran devoción en la antigua iglesia de la que también proviene.

- El púlpito de la Verdad, abundantemente tallado, es obra del hermano jesuita Daniele Ferrari (1606-1684). El centro del cuenco está decorado con el monograma IHS, presente en muchas iglesias de la Compañía de Jesús.

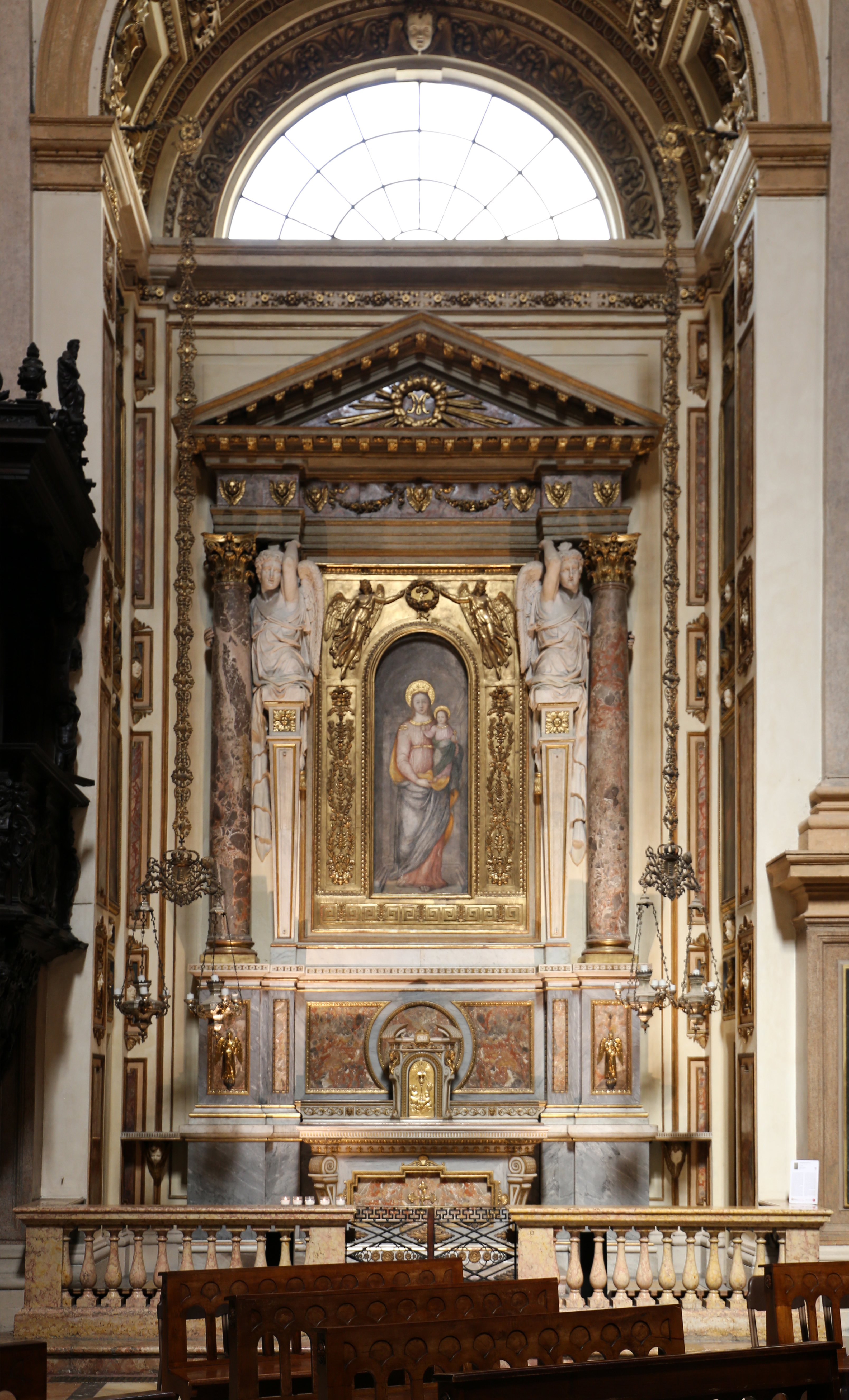
Capilla con la Madonna della scala
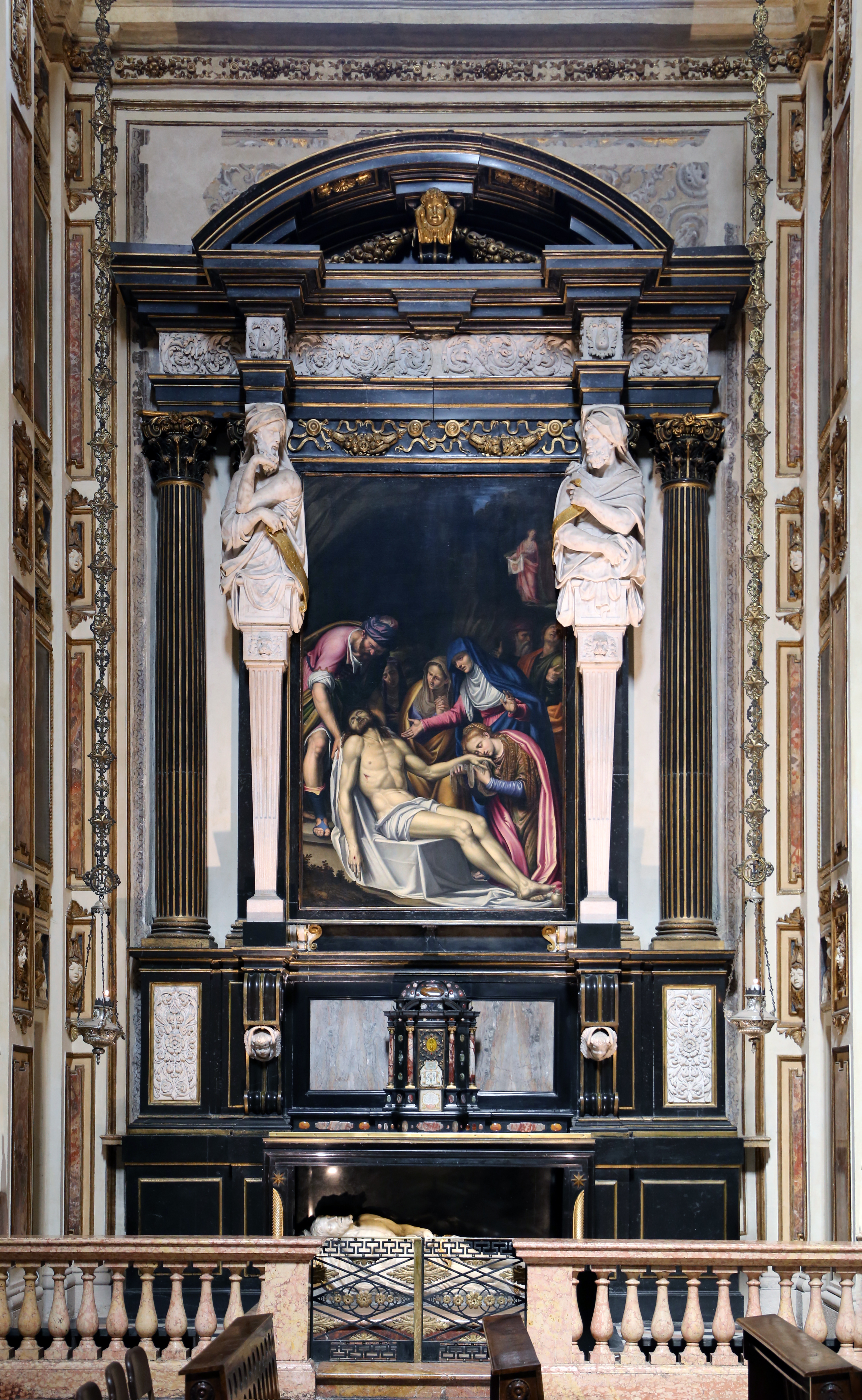
Capilla con la Deposizione  de Simone Peterzano
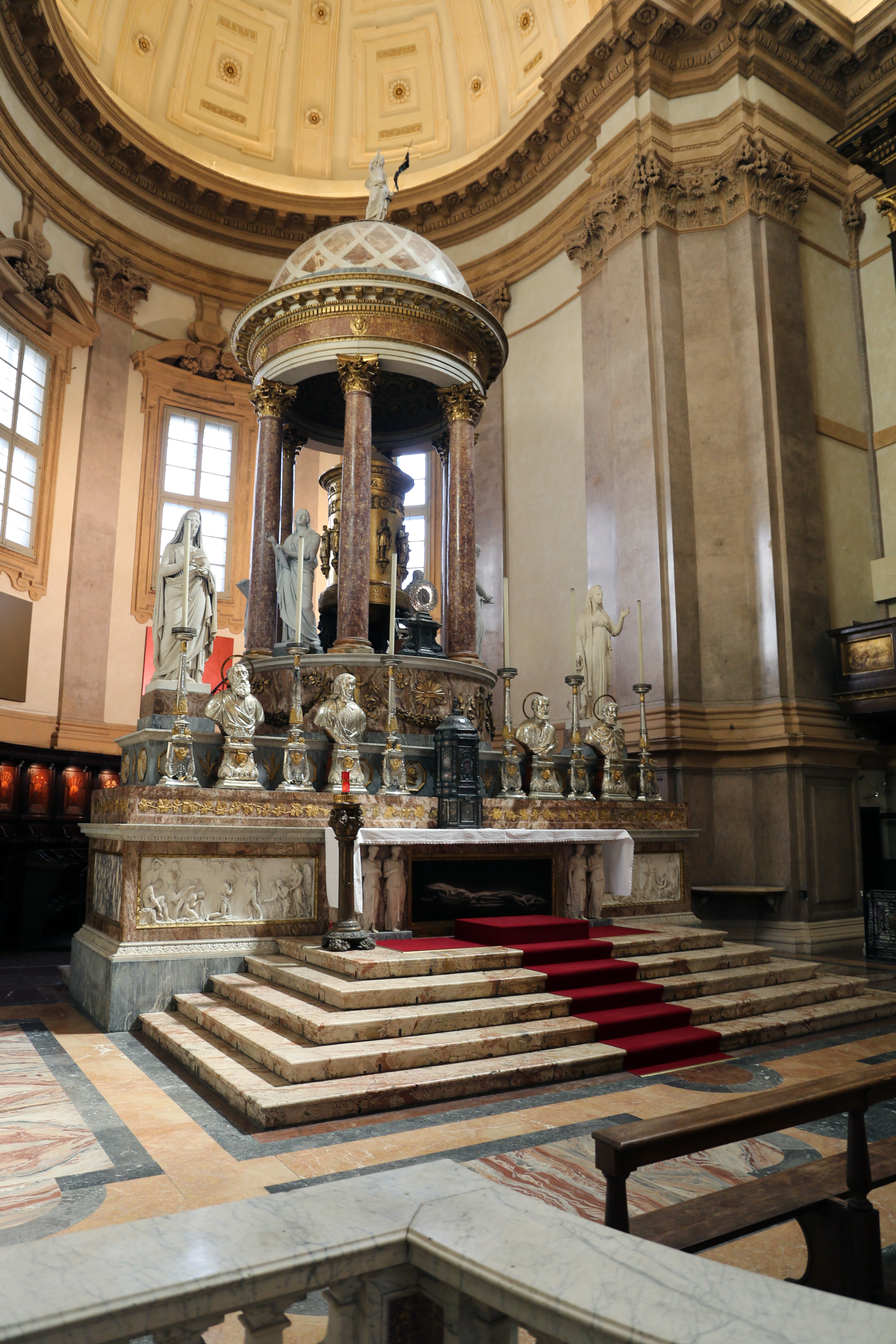
Altar mayor
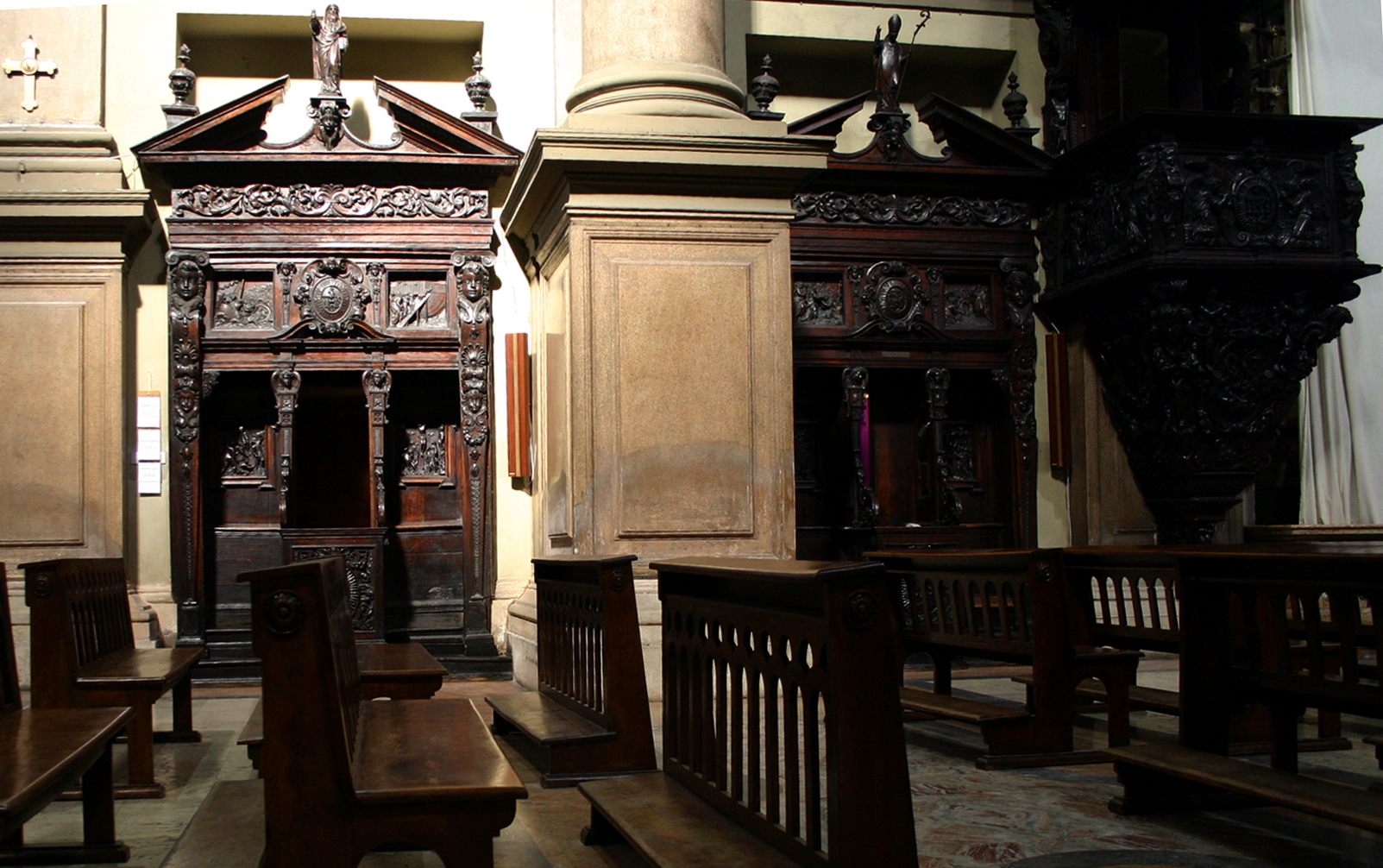
Dos de los confesionarios tallados en madera
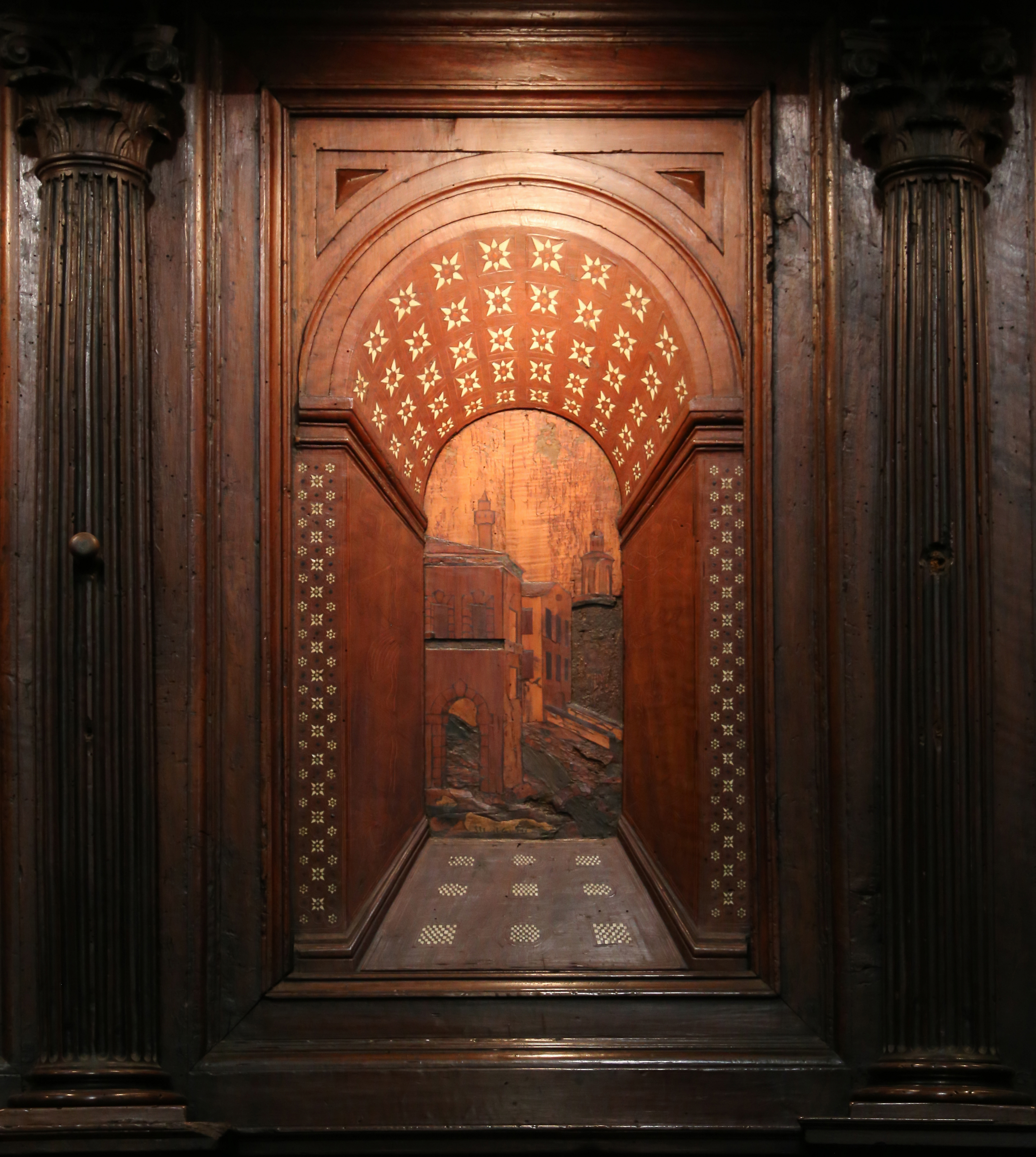
Detalle de uno de los respaldos de la silleria del coro

### Órgano de tubos

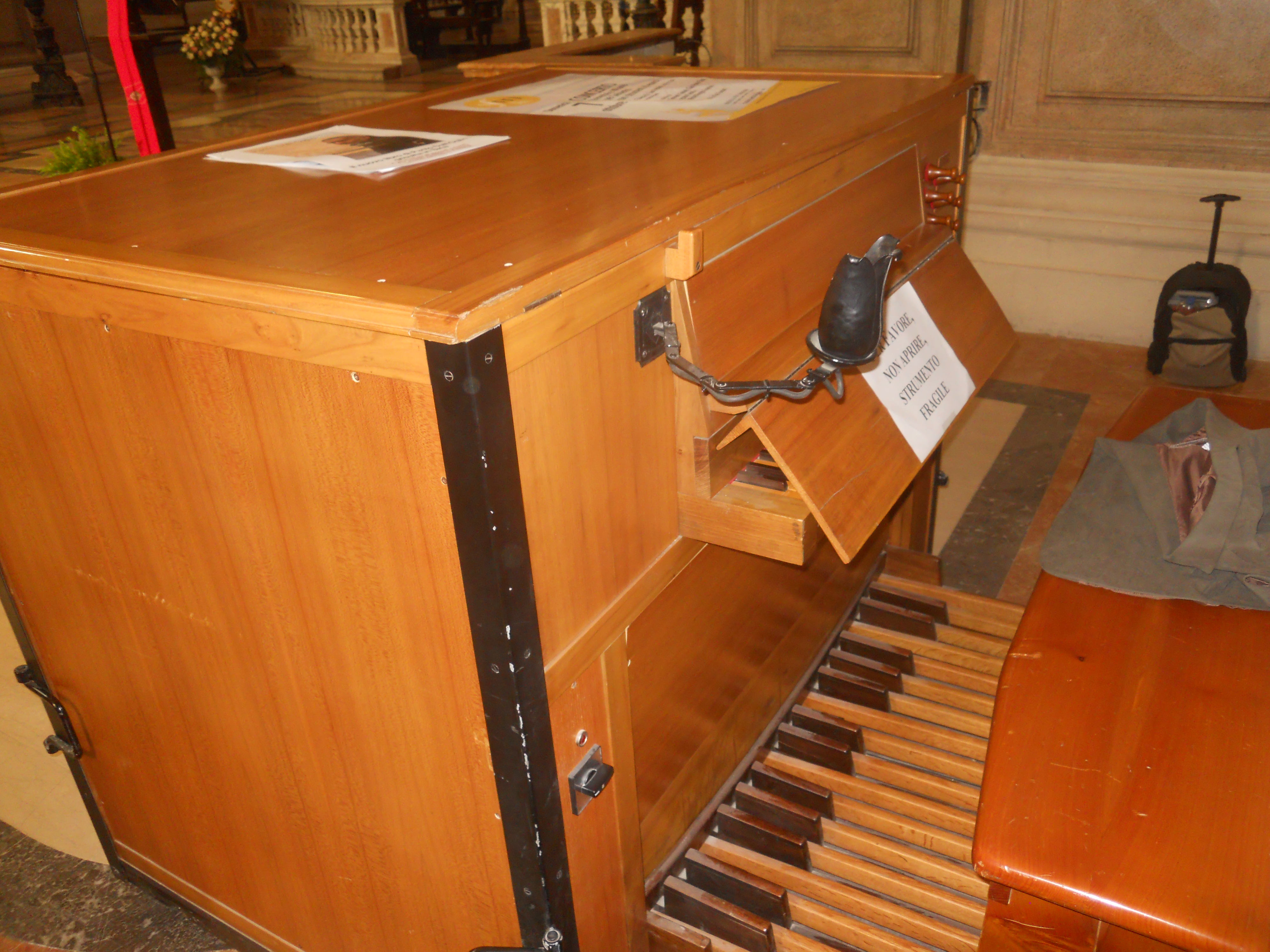
El órgano Tamburini

El actual órgano fue construido en 1979 por el constructor de órganos  Tamburini  para el Teatro alla Scala y fue donado por este último a la iglesia de San Fedele en 2010. Tiene una transmisión totalmente mecánica, y un teclado de 58 notas y una pedalera cóncava de 30, privada de registros propios y constantemente unida al manual. El órgano no tiene mostra.
Hasta la última restauración, la iglesia estaba equipada con un órgano de tubos construido en 1958 por Balbiani Vegezzi Bossi, que tenía tres teclados, 58 registros y aproximadamente 2846 tubos. El instrumento estaba compuesto por cuatro cuerpos sonoros, tres sitios en las paredes del ábside y uno dentro de la caja monumental del anterior órgano del siglo XIX colocado en las cornu epistolae (aún conservado, junto con los tubos de mostra que datan del órgano del siglo XIX). La consola independiente estaba al lado del altar principal, colocada en el piso en el cornu evangelii.

### Personalidades
Alessandro Manzoni (1785-1873), un escritor italiano, asistió regularmente a la iglesia después de su conversión al catolicismo. Murió el 22 de mayo de 1873 después de una lesión en la cabeza causada por una caída a la salida de la iglesia de San Fedele. Se erigió una estatua en la plaza frente al edificio.